# Nấm mèo
Nấm mèo hay mộc nhĩ đen (danh pháp khoa học: Auricularia heimuer) được biết đến do hình dạng tựa tai người, có màu nâu sẫm đến đen, mọc trên các thân cây mục. Nó có kết cấu tựa cao su, tương đối cứng và giòn.
Loài này được sử dụng trong ẩm thực châu Á. Tại Trung Quốc, nó gọi là 木耳 (pinyin: mù ěr -mộc nhĩ) hay 黑木耳 (pinyin: hēi mù ěr-hắc mộc nhĩ), và trong tiếng Nhật là kikurage. Auricularia polytricha (vân nhĩ), một loài có quan hệ họ hàng gần, cũng được sử dụng trong ẩm thực châu Á.
Mộc nhĩ trắng, một loài nấm ăn được khác, có màu trắng và hình dạng tương tự, là một loài khác với danh pháp khoa học Tremella fuciformis.